# Allium grumm-grshimailoi
Allium grumm-grshimailoi — вид рослин з родини амарилісових (Amaryllidaceae); ендемік республіки Тува.

## Опис
Цибулини на короткому кореневищі, циліндрично-конічні, діаметром 1.0–1.5 см, завдовжки 4–7 см; зовнішні оболонки солом'яно-жовті, в середній частині зазвичай червонувато-коричневі. Стеблини 25–35 см заввишки, круглі, гладкі, укриті листовими піхвами на 1/2–1/3 довжини. Листків 3–7, лінійні, плоскі, на краю гладкі, тупі або злегка загострені, довші ніж стебло, 3–6 мм завширшки. Зонтик кулястий, багатоквітковий, щільний, діаметром 2–2.2 см. Квітконіжки рівні або трохи довші від оцвітини. Листочки оцвітини 4.0–6.0 мм завдовжки, гострі, рожеві або темно-рожеві.

## Поширення
Ендемік республіки Тува. Ендемік Сангіленської височини.